# ジブラルタル級航空母艦
ジブラルタル級航空母艦（Gibraltar-class aircraft carrier）は、イギリス海軍が第二次世界大戦中に計画した最大の航空母艦。4隻が計画されたが全て建造中止となった。

## 計画
第二次世界大戦の勃発に伴い、イギリス海軍は航空母艦の大量建造を計画した。その内訳は3万6,800トン級大型正規空母4隻（後のオーディシャス級）、1万3,200トン級補助空母16隻（後のコロッサス級、内6隻は改良型のマジェスティック級に変更）で、さらに4万5,000トン級大型空母3隻と1万8,300トン級中型空母8隻（後のアルビオン級）が追加されたが、この内最も大型な4万5,000トン級が本級である。
計画に沿って起工準備が進められたが、戦局の進展とイラストリアス級やコロッサス級の就役によって本級は不急の艦となり、1943年7月には戦訓を取り入れた改設計が行われた。設計基準排水量はアメリカ海軍のミッドウェイ級（4万5,000トン）を上回る4万6,900トンに達し、完成すれば第二次世界大戦中に計画された航空母艦としては最大の艦となるはずであった。
後に2番艦のみ起工されたが大戦の終結に伴い、結局全艦建造中止と決定され、本級は幻の航空母艦と相成った。

## 設計

### 船体
本級の船体は全長279.3m×全幅35.4m、LB比7.88で、先に建造された「アーク・ロイヤル」やイラストリアス級と同様、LB比の小さい、戦艦に近い太った船形をしている。
また、水面下においてはバルバス・バウの不採用という、当時の大型艦としては極めて保守的な設計も特色といえる。

### 兵装
兵装は前級同様、11.4cm連装高角砲8基16門を、2基4群として艦首尾両舷のスポンソンに配置した。砲塔の天蓋を水平とし、飛行甲板と一体化させて有効甲板面積の増大を図ったのも前級同様である。
機銃群については詳細不明。

### 防御
防御構造においては著しい特徴を有す。すなわち装甲飛行甲板の廃止である。
大戦中の戦訓より、降爆に用いられる爆弾は大型化の一途を辿っており、それに応じて飛行甲板の装甲も増厚が求められた。イラストリアス級では500ポンド爆弾対応として76mm装甲が張られたが、これはオーディシャス級では1,000ポンド爆弾対応として102mm装甲となる予定だった。そして本級には、当初2,000ポンド（＝908kg）爆弾への対応が求められたのである。
しかしこの場合、甲板装甲は178mmに達し、装甲重量も2万トンに及ぶと算定された。これほどの大重量を甲板に施してはトップヘビーが著しく進捗し、船体の安定に極めて重大な問題が生じることが懸念された。
このため、本級は装甲飛行甲板を諦め、格納庫甲板装甲の102mmで甲板を貫通した爆弾は、格納庫にて食い止めるものとしたのである。これに伴って格納庫で炸裂した爆弾のエネルギーを逃がす目的もあり、本級は開放型格納庫を採用した。

### 機関
本級の機関出力は20万馬力。これを4軸とし、最大速力32.5ktを確保した。

### 航空艤装
本級の飛行甲板は277.1m×41.5mであり、もちろんこれはイギリス空母としては過去最大である。
エレベータは計4基。内2基は従来通り飛行甲板中に設置されたが、さらに初めてサイド・エレベータ2基を左舷中央に置いた。エレベータはほぼ均等に四分して配置され、格納庫内の機体を効率的に甲板上に並べることができるようになっていた。
一方で搭載機数は81機と、この規模の艦としてはかなり少ない。これは開放型格納庫の採用によって再び一段式に回帰したことと、より大型の艦載機により勘定した結果であるが、実際のキャパシティは、特にアメリカ軍機で考えるならさらに相当増えるであろう。一段式に回帰したこともあって、格納庫高さは十分なものが確保されていた。
カタパルトは2基装備された。

## 姉妹艦
ジブラルタル（HMS Gibraltar D68）
ヴィッカース・アームストロングウォーカー造船所で起工予定だったが、1945年11月5日に建造中止。
マルタ（HMS Malta D93）
ジョン・ブラウン・アンド・カンパニークライドバンク造船所で1945年6月に起工するも、1945年12月21日に建造中止。
ニュージーランド（HMS New Zealand D43）
キャメル・レイアード造船所で起工予定だったが、1945年12月21日に建造中止。
アフリカ（HMS Africa D06）
1943年7月、フェアフィールド造船所でオーディシャス級として起工されたが、1944年に艦型変更。1945年10月15日に建造中止。